# Ла Плата
Ла Плата (шп. La Plata) је град у Аргентини у покрајини Буенос Ајрес. Према процени из 2005. у граду је живело 568.445 становника.

## Становништво
Према процени, у граду је 2005. живело 568.445 становника.
| 1980.   | 1991.   | 2001.   |
| ------- | ------- | ------- |
| 459.054 | 521.759 | 563.943 |

## Спорт
Најпопуларнији спорт у граду, као и целој држави, је фудбал. Постоји више фудбалских клубова у граду, али два најзначајнија су Естудијантес и Химнасија и Есгрима. Естудијантес има 6 титула Прве лиге Аргентине, 4 трофеја Купа Либертадорес и 1 Интерконтинентални куп, док Химнасија и Есгрима има само једну титулу првака Аргентине.